# João Bernardes de Sousa
João Bernardes de Sousa, 2º Barão de Guandu, (Juiz de Fora, 1832 — Castelo, 25 de junho de 1899) foi um fazendeiro brasileiro, influente plantador de café no Espírito Santo.  
Casou-se duas vezes. O primeiro casamento foi com sua prima Maria Luísa Horta de Araújo, com quem teve dois filhos: João Bernardes de Sousa Júnior e Lourenço Bernardes da Cunha e Sousa. Do segundo casamento, com Maria Guilhermina Pinto Coelho, nasceram Jaime Bernardes de Sousa e Maria de Sousa Souto Machado. Teve ainda um relacionamento com uma escrava de nome Luzia "Mineira", na mesma época de seu primeiro casamento, e desta relação teve um filho bastardo, Marcelino Bernardes de Sousa. 
Foi tenente-coronel da Guarda Nacional, e foi agraciado barão em 25 de setembro de 1889. 